# Elektrický proud
Elektrický proud je pohyb elektrického náboje prošlého za jednotku času daným průřezem elektrického vodiče.
Proud v elektrických rozvodech může být stejnosměrný (značí se ss, DC – direct current, symbol =) nebo střídavý (značí se st, AC – alternating current, symbol ~), jehož směr toku i okamžitá velikost se v čase periodicky mění.
Značka elektrického proudu je velké {\displaystyle I} (většinou efektivní hodnota) resp. malé {\displaystyle i} (většinou okamžitá hodnota). Jednotkou elektrického proudu v soustavě SI je ampér, značí se {\displaystyle A}:
Jeden ampér je stálý elektrický proud, který při průchodu dvěma přímými rovnoběžnými nekonečně dlouhými vodiči zanedbatelného kruhového průřezu umístěnými ve vakuu ve vzájemné vzdálenosti jeden metr vyvolá mezi nimi stálou sílu o velikosti 2×10−7 newtonu na metr délky vodiče.
Elektrický proud se měří ampérmetrem, který se zapojuje do obvodu sériově.

## Definice
Elektrický proud je roven elektrickému náboji {\displaystyle q} procházejícím průřezem vodiče {\displaystyle S} za jednotku času resp. plošnému integrálu přes hustotu elektrického proudu {\displaystyle j} procházejícího plochou {\displaystyle S}:
{\displaystyle i(t)=-{\frac {{\mathrm {d} }q}{{\mathrm {d} }t}}\ \ \ } resp. {\displaystyle \ \ \ i=\int _{S}j\ \mathrm {d} S}.

## Směr a rychlost
Konvenčně je směr proudu definován ve směru od kladného pólu k zápornému, např. při značení v elektrickém schématu a v podobě schematických značek, např. diody. Obvykle se kladný pól vyznačuje v horní části a záporný značený též 0 V nebo zem (i bez uzemnění) v dolní části, čímž se naznačuje tok proudu shora dolů analogicky k vodnímu toku. Náboj se vodičem šíří rychlostí blížící se rychlosti světla.
Fyzikální směr pohybu náboje je však naopak od záporného náboje ke kladnému, protože nosič náboje je záporný, nejčastěji elektron. To však bylo zjištěno až v době, kdy už byl konvenční směr zaveden v užívání. Elektrický proud není proud elektronů (nosičů náboje) rychlostí světla skrz vodič. Jednotlivé elektrony uvnitř vodiče se pohybují chaoticky všemi směry a náhodně se srážejí, tento pohyb je jen velmi slabě ovlivněn ve směru ke kladnému pólu. Rychlost elektronu skrz kovový vodič, tzv. unášivá či driftovací rychlost, je proto řádově jen asi 10-4 m/s, tedy za minutu se konkrétní elektron posune o desítky centimetrů. Rychlost proudu je rychlost, kterou se náboj šíří celou chaotickou soustavou elektronů.

## Stacionární a nestacionární elektrický proud
Jako stacionární se označuje elektrický proud, který je v čase konstantní, tj. má časově neměnnou velikost i směr toku. Stacionárním proudem je generováno stacionární magnetické pole. Jako nestacionární se označuje elektrický proud, který v čase mění velikost nebo směr toku.

### Stacionární proud
Prochází-li elektrický náboj průřezem vodiče rovnoměrně, definuje se stacionární proud jako množství náboje {\displaystyle \Delta Q} prošlého průřezem vodiče za čas {\displaystyle \Delta t}:
{\displaystyle I={\Delta Q \over \Delta t}}

### Nestacionární proud
Okamžitá hodnota proudu je limitním případem stacionárního proudu, definuje se jako množství náboje {\displaystyle q}, prošlého průřezem vodiče za infinitesimální (nekonečně krátký) čas {\displaystyle t}:
{\displaystyle i(t)=\lim _{\Delta t\to \ 0}{\Delta Q \over \Delta t}={\frac {{\mathrm {d} }q}{{\mathrm {d} }t}}}
V ustáleném stavu protéká všemi průřezy vodiče stejně velký proud.

## Stejnosměrný a střídavý elektrický proud
Při přenosu elektrické energie vyvstaly problémy s tím, že průchod proudu vodičem vytváří elektrické pole. Účinným řešením se stalo rychlé střídání směru proudu zvané střídavý proud. Ten se proto stal dominantním v elektrické přenosové soustavě. Pro rozlišení se nestřídavý proud nazývá stejnosměrný a jeho využití je zejména ve slaboproudé elektronice, kde elektrické pole nehraje zásadní roli.

### Stejnosměrný proud

Příklad průběhu napětí resp. proudu stejnosměrného obvodu

Stejnosměrný proud je elektrický proud, který v čase nemění směr svého toku, na rozdíl od proudu střídavého.
Stejnosměrný proud byl historicky prvním využívaným druhem proudu. O jeho rozšíření se zasloužil svými vynálezy především Thomas Alva Edison, který stále lpěl na jeho využívání, i když se koncem 19. století se ukázalo, že pro přenos elektřiny na delší vzdálenosti se hodí více proud střídavý, podporovaný naopak Nikolou Teslou. Od třicátých let 20. století se prosazuje stejnosměrný pro přenos velmi velkých výkonů na velké vzdálenosti, kvůli menším elektromagnetickým a přechodovým ztrátám.

### Střídavý proud

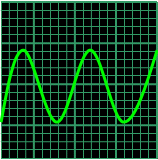
Průběh střídavého harmonického proudu

Střídavý proud je elektrický proud, který v čase periodicky mění směr svého toku, statisticky je jeho střední hodnota nulová. Periodické průběhy mohou být například pilovité, obdélníkové nebo jiné. Proud s periodickým sinusovým průběhem se nazývá harmonický:
{\displaystyle i(t)=I_{m}\cdot \sin(\omega t+\varphi )}
kde {\displaystyle I_{m}} je amplituda, {\displaystyle \omega } je úhlová frekvence a {\displaystyle \varphi } je fázový posuv mezi napětím a proudem.
Velikost střídavého harmonického proudu je obtížné vyjádřit jediným číslem, protože jeho hodnota se neustále mění v čase. Proto definujeme následující hodnoty:
Střední hodnota střídavého harmonického proudu je rovna hodnotě stejnosměrného proudu, při kterém by prošel vodičem za půlperiodu {\displaystyle T/2} stejný elektrický náboj jako u proudu střídavého:
{\displaystyle {\bar {I}}={\frac {2}{T}}\int _{0}^{T/2}i(t)\ \mathrm {d} t={\frac {2}{T}}I_{m}\int _{0}^{T/2}\sin \omega t\ \mathrm {d} t=-{\frac {2}{\omega T}}I_{m}(\cos \pi -\cos 0)={\frac {2}{\pi }}I_{m}}
Efektivní hodnota střídavého harmonického proudu je rovna hodnotě stejnosměrného proudu, který by při průchodu vodičem vyvinul za periodu {\displaystyle T} stejné tepelné účinky jako proud střídavý:
{\displaystyle I^{2}={\frac {1}{T}}\int _{0}^{T}i^{2}(t)\ \mathrm {d} t={\frac {1}{T}}I_{m}^{2}\int _{0}^{T}\sin ^{2}\omega t\ \mathrm {d} t={\frac {1}{T}}I_{m}^{2}({\frac {T}{2}}-{\frac {\sin 4\pi }{4\omega }})={\frac {1}{2}}I_{m}^{2}\ \ \ } tj. {\displaystyle \ \ \ I={\frac {1}{\sqrt {2}}}I_{m}}

## Druhy elektrického proudu podle prostorového rozložení

### Objemový elektrický proud
Elektrický proud zpravidla protéká celým objemem vodiče. Lokálně se však může jak množství, tak i rychlost nosičů náboje a její směr s daným místem ve vodiči měnit. Podobně jako u laminárního proudění tekutin lze ke grafickému zobrazení prostorového proudu použít proudové čáry (trajektorie ustáleného pohybu jednotlivých nosičů náboje) a vzhledem k zákonu zachování náboje má dobrý smysl i pojem proudové trubice (prostor kolem proudové čáry), na kterou lze aplikovat zákony elektrického obvodu. Na rozdíl od mechanického proudění je však navíc nutno respektovat vzájemné magnetické silové působení proudových trubic, projevující se např. Ampérovým silovým zákonem, objevený André-Marie Ampèrem (1775–1836), popisujícím vzájemné silové působení dvou lineárních vodičů protékaných elektrickým proudem, i tzv. „pinch efektem“, také označovaným jako „Bennettův pinč“ podle amerického fyzika a vynálezce Willarda Harrisona Bennetta (1903–1987), kdy vlivem magnetických sil dochází k příčnému stlačení proudové trubice – elektrického vodiče, kterým je obvykle plazma, ale může jím být také pevný nebo kapalný kov.
K popisu lokálního elektrického proudu se zavádí vektorová fyzikální veličina  hustota elektrického proudu.

### Plošný elektrický proud
V některých případech má vodič deskovitý tvar, tj. jeho tloušťka je zanedbatelná vzhledem ke zbývajícím rozměrům. Elektrický proud také může protékat pouze těsně u daného materiálového rozhraní (jinde může být materiál nevodivý) nebo pouze těsně u povrchu vodiče (např. u skin efektu). Ve všech těchto případech je prostor, ve kterém proud protéká, omezen ve své tloušťce – hovoříme pak o tzv. plošném proudu.
K popisu lokálního plošného elektrického proudu se zavádí vektorová fyzikální veličina délková hustota elektrického proudu.

## Druhy elektrického proudu podle nositelů náboje

### Kondukční proud
Kondukční (vodivostní) proud  je uspořádaný tok volných nositelů náboje v látkovém prostředí, například pohyb volných elektronů v kovech, iontů v elektrolytech, ionizovaných molekul v plynech, děr v polovodičích. Konkrétní vlastnosti kondukčního proudu závisí na typu vlastnostech látkového prostředí. Vzniká působením elektrického pole ve vodiči na nositele náboje.

### Konvekční proud
Konvekční elektrický proud je způsoben mechanickým pohybem látky, v níž je náboj vázán, vzniká při pohybu elektricky nabitého tělesa (např. nabité kuličky, pásu Van de Graaffova generátoru apod.), nebo uspořádaným pohybem nabitých částic, unášených v toku tekutiny, či uspořádaným pohybem nabitých částic ve vakuu – v tomto případě nedochází k srážkám nabitých částic s jinými částicemi, takže konvekční proud nemá přímé tepelné účinky, zato ale stále má, jako každý pohybující se náboj, magnetické účinky: Pohyb nabitého tělesa tedy lze detekovat indukovaným napětím v cívce i jen po straně dráhy.

### Vázaný proud
Výše uvedené proudy – kondukční a konvekční – se společně označují jako proudy volné, neboť nositele náboje mohou vykonávat makroskopické pohyby. V mnoha případech je však náboj vázán na částice vázané v mikroskopické struktuře látky – jeho pohyb se označuje za vázaný elektrický proud. Vázané elektrické proudy se tradičně dělí na proudy polarizační (neuzavřené) a proudy magnetizační (uzavřené).
Polarizační proud vzniká při proměnné polarizaci {\displaystyle \mathbf {P} } dielektrika mikroskopickými posuny nabitých částic. Hustotu polarizačních proudů lze vyjádřit vztahem:
{\displaystyle \mathbf {j} _{\mathrm {pol} }={\frac {\partial \mathbf {P} }{\partial t}}}
Magnetizační proud je mikroskopický uzavřený proud, který je původcem magnetických dipólových momentů částic ve struktuře látky. (Magnetizačními proudy se tradičně popisuje i dipólový moment elementárních částic daný jejich nábojem a spinem, přestože ztotožnění kvantově mechanického spinu s „rotací“ částice je nesprávné a zavádějící. Pro makroskopickou elektrodynamiku je však tento model vyhovující.) Vzhledem k uzavřenosti lze hustotu magnetizačních proudů vyjádřit jako rotaci vektorové veličiny, tradičně zvané magnetizace a značené {\displaystyle \mathbf {M} }:
{\displaystyle \mathbf {j} _{\mathrm {mag} }=\operatorname {rot} \,\mathbf {M} }
Rozdělení na (neuzavřené) polarizační a (uzavřené) magnetizační proudy přestává mít smysl pro rychle proměnná (vysokofrekvenční) elektromagnetická pole; u rychlých změn nelze již mikroskopické proudy považovat za uzavřené.

### Maxwellův proud
Maxwell si jako první uvědomil, že Ampérův zákon pro celkový proud:
{\displaystyle \operatorname {rot} \,\mathbf {B} =\mu _{0}\mathbf {j} }
nevyhovuje zákonu zachování náboje vyjádřenému rovnicí kontinuity, budou-li se uvažovat pouze volné a vázané proudy. Doplnil proto celkový proud o nový příspěvek, tzv. Maxwellův proud, který nemá svou podstatu v průchodu nosičů náboje.
Vyjádření pomocí proudové hustoty je:
{\displaystyle \mathbf {j} _{\mathrm {Max} }=\varepsilon _{0}\,{\frac {\partial \mathbf {E} }{\partial t}}}
Maxwellův proud nesouvisí přímo s pohybem nábojů, ale s časovou změnou elektrického pole.

### Posuvný proud
Součet polarizačního a Maxwellova proudu je někdy označován jako posuvný proud. Je tomu tak proto, že jejich hustotu lze vyjádřit:
{\displaystyle \mathbf {j} _{\mathrm {Max} }+\mathbf {j} _{\mathrm {pol} }=\varepsilon _{0}{\frac {\partial \mathbf {E} }{\partial t}}+{\frac {\partial \mathbf {P} }{\partial t}}={\frac {\partial \mathbf {D} }{\partial t}}},
tedy jako změnu elektrické indukce {\displaystyle \mathbf {D} =\varepsilon _{0}\mathbf {E} +\mathbf {P} }, dříve zvané elektrické posunutí.
Takto nově zobecněný celkový proud již vyhovuje zákonu zachování elektrického náboje a plyne z něj správné zobecnění Ampérova zákona pro nestacionární elektromagnetické pole.
Je-li hustota celkového proudu:
{\displaystyle \mathbf {j} =\mathbf {j} _{\mathrm {vol} }+\mathbf {j} _{\mathrm {Max} }+\mathbf {j} _{\mathrm {pol} }+\mathbf {j} _{\mathrm {mag} }},
dostaneme divergencí Ampérova zákona pro celkový proud:
{\displaystyle \operatorname {div} \,\left({\frac {1}{\mu _{0}}}\operatorname {rot} \,\mathbf {B} \right)=\operatorname {div} \,\mathbf {j} _{\mathrm {vol} }+\operatorname {div} \,{\frac {\partial \mathbf {D} }{\partial t}}+\operatorname {div} \,\operatorname {rot} \,\mathbf {M} }, tedy díky nulovosti divergence rotace a s uvážením třetí Maxwellovy rovnice pro elektrickou indukci:
{\displaystyle 0=\operatorname {div} \ \mathbf {j} _{\mathrm {vol} }+{\frac {\partial \rho _{\mathrm {vol} }}{\partial t}}}, což je správná rovnice kontinuity.
Ampérův zákon celkového proudu lze pak také přepsat:
{\displaystyle {\frac {1}{\mu _{0}}}\operatorname {rot} \,\mathbf {B} =\mathbf {j} _{\mathrm {vol} }+{\frac {\partial \mathbf {D} }{\partial t}}+\operatorname {rot} \,\mathbf {M} }, tedy
{\displaystyle \operatorname {rot} \,\left({\frac {1}{\mu _{0}}}\mathbf {B} \right)-\operatorname {rot} \,\mathbf {M} =\mathbf {j} _{\mathrm {vol} }+{\frac {\partial \mathbf {D} }{\partial t}}}, tedy
{\displaystyle \operatorname {rot} \,\mathbf {H} =\mathbf {j} _{\mathrm {vol} }+{\frac {\partial \mathbf {D} }{\partial t}}}, což je první Maxwellova rovnice.